# Pachyschelus vogti
Pachyschelus vogti är en skalbaggsart som beskrevs av Henry A. Hespenheide 2003. Pachyschelus vogti ingår i släktet Pachyschelus och familjen praktbaggar. Inga underarter finns listade i Catalogue of Life.